# Wederkomstkerk
De Wederkomstkerk is een gereformeerd kerkgebouw in de Noord-Brabantse stad 's-Hertogenbosch, gelegen aan de Rijnstraat 20.

## Geschiedenis
Het betreft een monumentaal bakstenen kerkgebouw, gebouwd in 1965-1966 als gereformeerd kerkgebouw naar ontwerp van David Zuiderhoek. Het gebouw verving de Pelgrimskerk.
Na de kerkenfusie van 2004 werden alle protestantse kerkdiensten in de Grote Kerk gehouden. Vanaf 2015 vonden er geen diensten meer plaats in deze kerk. Vanaf 2015 kreeg de kerk een sociaal-culturele functie, geëxploiteerd door de stichting Vrienden van de Wederkomstkerk. Vanaf 2019 worden er ook diensten verzorgd door De Gereformeerde Kerken in Nederland, een in 2003 ontstane afsplitsing van de Gereformeerde Kerken vrijgemaakt.

## Gebouw
Het betreft een monumentaal bakstenen gebouw, bestaande uit een bijna vrijstaande massieve bakstenen toren, een kerkzaal (liturgisch centrum) en twee zijvleugels waarin zich diverse zalen en ruimten bevinden.